# Rhamphobrachium agassizii
Rhamphobrachium agassizii är en ringmaskart som beskrevs av Ehlers 1887. Rhamphobrachium agassizii ingår i släktet Rhamphobrachium och familjen Onuphidae. Inga underarter finns listade i Catalogue of Life.